# Райдужна вулиця (Київ)
Ра́йдужна ву́лиця — вулиця у Дніпровському районі міста Києва, житловий масив Райдужний. Пролягає від проспекту Романа Шухевича до проспекту Алішера Навої.
Прилучаються вулиці Петра Вершигори, Миколи Кибальчича, Івана Микитенка, Сулеймана Стальського і Марка Черемшини. У 2009 році відкрито під'їзд з Райдужної вулиці до платформи Воскресенка міської електрички.

## Історія
Вулиця виникла у 1-й половині ХХ століття, разом з сучасною вулицею Сірожупанників складала вулицю Шевченка (на честь Т. Г. Шевченка). Сучасна назва — з 1957 року, від озера Райдуга, узбережжям якого проходить вулиця. У 1970–80-х роках повністю перебудовано і переплановано.
У 1977–85 роках на місці знесеної Воскресенської слобідки та новонамитої території споруджено Райдужний масив з 9- і 16-поверховими житловими будинками, архітектори А. Дубинська, С. Теслер, М. Кантор. Коли рили траншею під водопровід до 9-поверхівки по Райдужній 3, на глибині двох метрів були відкопані старовинні гончарні печі, в яких стояли глечики.

## Установи
- Загальноосвітня школа № 120 (буд. № 17-б)
- Загальноосвітня школа № 234 (буд. № 12)
- Загальноосвітня школа № 265 (буд. № 53)